# Pseudoskalar
Pseudoskalar – wielkość liczbowa zachowywana w przesunięciu równoległym i obrocie układu współrzędnych, ale zmieniająca znak przy zmianie zwrotu każdej osi na przeciwny.
W teorii algebr Clifforda nad n-wymiarową przestrzenią liniową z bazą {\displaystyle \{\mathbf {e} _{1},\dots ,\mathbf {e} _{n}\}} przestrzenią pseudoskalarów jest jednowymiarowa przestrzeń rozpięta na iloczynie {\displaystyle \mathbf {e} _{1}\dots \mathbf {e} _{n}}.
Iloczyn skalarny wektora i pseudowektora daje pseudoskalar.
Iloczyn wektora przez pseudoskalar daje pseudowektor.

## Przykłady
- Iloczyn mieszany {\displaystyle (\mathbf {a} \;\mathbf {b} \;\mathbf {c} )} wektorów w przestrzeni trójwymiarowej jest pseudoskalarem.
- Iloczyn zewnętrzny {\displaystyle n} wektorów {\displaystyle n}-wymiarowej przestrzeni jest pseudoskalarem.

## Literatura dodatkowa
- Фиников С. П.: Аналитическая геометрия. Москва: КомКнига, 2006, s. 181–187. ISBN 5-484-00343-1.
- Погорелов А. В.: Геометрия. Москва: Наука, 1983, s. 70–73.
- Coxeter H. S. M.: Wstęp do geometrii dawnej i nowej. Warszawa: PWN, 1967, s. 329–331.